# Renningenieur
Ein Renningenieur, oder auch Fahrzeugleiter, ist im professionellen Motorsport direkter technischer Ansprechpartner für die Fahrer. Er fungiert in Bezug auf die Abstimmung des Rennfahrzeugs als Koordinator zwischen Fahrer und Team. Die Abstimmung von Fahrwerk und Aerodynamik, die Auswahl der Reifen und die Festlegung der Rennstrategie sind Aufgaben des Renningenieurs.

## Aufgaben
Der Renningenieur kommuniziert mit dem Datenanalysten des Teams, den Mechanikern und dem Fahrer, sowohl zwischen als auch während der Rennen. Außerhalb der Rennstrecke analysiert der Renningenieur historische Daten, um die Ausgangsabstimmung für das nächste Rennen oder den nächsten Test zu bestimmen. Zu den Aufgaben des Renningenieurs gehören auch das praktische Management der Fahrzeugmechaniker, die Organisation des Testplans und die Sicherstellung der Einhaltung der Vorschriften. Der Renningenieur ist bestrebt, diese Tätigkeiten für den oder die  Fahrer so reibungslos wie möglich zu gestalten. Renningenieure haben fast immer einen akademischen Abschluss in Ingenieurwesen oder einem verwandten Bereich.
Ein guter Renningenieur muss über gute soziale Kompetenz verfügen. Um effektiv zu sein, muss der Renningenieur nicht nur mit dem Fahrer, sondern auch mit dem Rest des Teams gut zusammenarbeiten, sowohl auf als auch abseits der Strecke. In vielen Fällen ist der Renningenieur auch "das Gesicht" des Teams für die Medien; dies gilt insbesondere während des Rennens, wenn der Fahrer nicht erreichbar ist. Dies macht die Medienkompetenz des Renningenieurs zu einer Priorität.
Der Renningenieur ist direkt dem technischen Direktor oder dem Teamchef unterstellt. Er gibt Vorschläge für die weitere Entwicklung der Rennfahrzeuge und erarbeitet neue Rennstrategien.